# غول بابا
غول بابا (توفي عام 1541م)، المعروف أيضًا باسم جعفر، شاعرًا درويشًا بكتاشي عثمانيًا ورفيقًا للسلطان سليمان القانوني الذي شارك في عدد من الحملات في أوروبا منذ عهد محمد الثاني وما بعده.

## سيرة شخصية
من مواليد مرزيفون (مارسيون، في ولاية سيواس، الأناضول) ، كان ابن قطبول عريفين فيليوددين ابن يالنكيليتش. في المجر، يُعرف غول بابا بلقب «أبو الورود»، وهي ترجمة حرفية لمعنى أسمائه باللغة التركية؛ يقال إنه أدخل الزهرة إلى البلاد. ومع ذلك، فمن المحتمل أن يكون هذا سوء فهم للمعنى المجازي للاسم التركي، والذي يشير إلى مكانة الدراويش المستمدة من معرفته الصوفية العميقة بالله. كانت الورود البرية والمستأنسة موجودة بالفعل في المجر بحلول وقت الغزو العثماني. يمكن أن يكون الاسم أيضًا تحريفًا لـكيل بابا، بمعنى «الأب الأصلع».
يُعتقد أن غول بابا قد مات في بودا خلال الاحتفال الديني الإسلامي الأول الذي أقيم بعد الانتصار العثماني عام 1541، أو قُتل بدلاً من ذلك أثناء القتال تحت أسوار المدينة في 21 أغسطس 1541. سليمان، الذي كان أيضًا الخليفة، أعلنه شفيع المدينة واشتهر بأنه أحد حاملي النعش. أحفاد غول بابا هم عائلة مارزيوغلو، وبعضهم من الباشوات في.تريبازوند فيليايت

## قبر

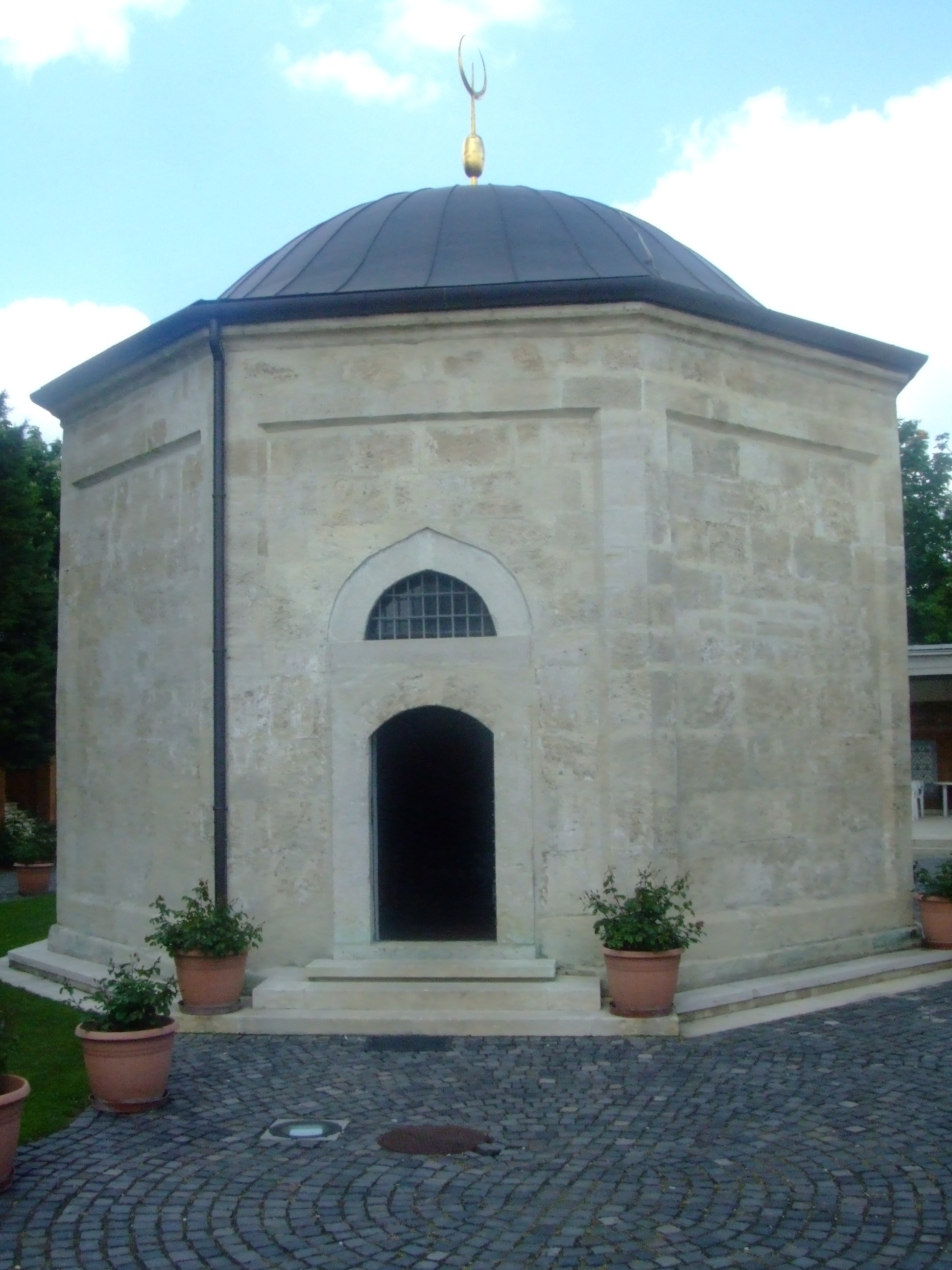
قبر غول بابا بودابست

يقع قبر غول بابا الثماني الأضلاع (تربو) في شارع ميكسنت (المسجد)، بودابست، على مسافة قصيرة ولكن شديدة الانحدار من جسر مارغريت في منطقة روزادومب. تم بناؤه من قبل السلطات العثمانية في المجر بين عامي 1543 و 1548، بأمر من باشا بودا الثالث، وله قبة ضحلة مغطاة بألواح الرصاص والبلاط الخشبي. لم يتضرر عندما استولت جيوش هابسبورغ على المنطقة خلال معركة بودا الثانية عام 1686، ولكن تم تحويلها إلى كنيسة كاثوليكية من قبل اليسوعيين، الذين أطلقوا عليها اسم "كنيسة القديس يوسف أصبحت الأرض فيما بعد تحت ملكية يانوس فاغنر، الذي حافظ على الموقع وسمح بالوصول إلى الحجاج المسلمين القادمين من الإمبراطورية العثمانية (انظر الإسلام في المجر). في عام 1885، كلفت الحكومة العثمانية مهندسًا مجريًا بترميم الضريح، وعندما تم الانتهاء من العمل في عام 1914، تم إعلانه كنصب تذكاري وطني. تم ترميم الموقع مرة أخرى في الستينيات والتسعينيات وهو الآن ملك لجمهورية تركيا. تم الانتهاء من تجديد واسع النطاق في أكتوبر 2018، عندما افتتح الموقع من قبل رئيس الوزراء المجري فيكتور أوربان والرئيس التركي رجب طيب أردوغان.